# María Fernández Granados
María Fernández Granados, mais conhecida como María La Perrata (Utrera, 1922 — Lebrija, 5 de fevereiro de 2005) foi uma cantora espanhola de música flamenca. 

## Biografia
De uma grande família de cantores e violonistas originários das localidades sevilhanas de Utrera e Lebrija, nasceu em 1922. 
Colaborou em discos como os volumes sete, oito, nove, onze e vinte e dois da série Rito y geografía del cante, bem como em compilações e antologias como a intitulada Grandes cantaores del Flamenco. Recebeu o Prêmio Taranto de Oro de Almería e a Insígnia de Ouro do Rincón del Cante de Córdoba.
Foi casada com Bernardo Peña, que conheceu quando tinha apenas 13 anos de idade.
Deixou de cantar enquanto esteve casada e voltou a apresentar-se depois de enviuvar.
Morreu em Sevilha no dia 5 de fevereiro de 2005, aos 83 anos, depois de longa enfermidade, tendo seu nome marcado no meio flamenco espanhol como uma das suas grandes cantoras.